# 席德·梅尔之铁路
《席德·梅尔之铁路》是一款模擬經營類的電腦遊戲。簡體中文版在2007年，由中電博亞代理，電子工業出版社出版。
遊戲設計大師席德·梅爾對自己的早期作品進行了重新構思，使新一代《鐵路大亨》更細緻，更完美，更成熟。

## 簡介
席德·梅尔之铁路能讓你創建、管理屬於自己的鐵路帝國，並與同時期的鐵路界名人一較高下。
席德·梅尔之铁路涵蓋了整個鐵路的發展史，從早期1830年左右鐵路誕生起直至出現今天的超級子彈列車。你可以在一個廣闊的區域中建設鐵路，包括美國的東北部或西部，英國或歐洲西部。你可以獨自與電腦對戰，也可以和朋友進行網上競賽。
席德·梅尔之铁路來源於席德·梅爾的著名遊戲《鐵路大亨》。《鐵路大亨》最初於1990年發行並獲得巨大成功，因其獨創性、轟動性以及高度的浸入感被廣為稱讚。席德·梅爾將繼續沿襲這款優秀之作的傳統，同時對遊戲的畫面、音效以及遊戲性進行了廣泛的升級，以期能夠滿足目前高性能計算機和21世紀的新玩家對於遊戲的需求。

## 外部連結
- 官方网站